# Leucosyke quadrinervia
Leucosyke quadrinervia är en nässelväxtart som beskrevs av Charles Budd Robinson. Leucosyke quadrinervia ingår i släktet Leucosyke och familjen nässelväxter. Inga underarter finns listade i Catalogue of Life.